# Třesavka sekáčovitá
Třesavka sekáčovitá (Pholcus opilionoides) je pavouk z čeledi třesavkovití. Díky délce a podobě svých končetin vzhledově připomíná sekáče, přestože na rozdíl od sekáčů nemá spojenou hlavohruď a zadeček. Třesavky si staví nepravidelné řídké sítě a když jsou vyrušeny, zastrašují nepřítele rychlým kmitáním těla. Odtud také pochází jejich název.

## Potrava
Třesavka sekáčovitá se živí hmyzem. Její jídelníček se skládá převážně z dvoukřídlého hmyzu, např. komárů.

## Zbarvení
Zbarvena je podobně jako její větší příbuzná, třesavka velká, tedy je nevýrazná, světle hnědá, s nádechem do šedé barvy.

## Stanoviště
Vyskytuje se především v domech, visí na své řídké pavučině v rozích stropu nebo je uhnízděná např. kdekoli ve sklepě. Preferuje sušší místa.